# باغت المناور (الشاهل)

تعديل مصدري - تعديل

باغت المناور هي إحدى قرى عزلة جانب اليمن بمديرية الشاهل التابعة لمحافظة حجة، بلغ تعداد سكانها 53 نسمة حسب تعداد اليمن لعام 2004.